# 誓不低頭 (亞洲電視劇集)
《誓不低頭》是香港亞洲電視製作的電視劇集，本劇共有兩輯，各20集。第二輯名為《誓不低頭續集》均由查傳誼擔任監製，分別首播於1983年4月4日及5月16日。主演有陳觀泰、何家勁、麥翠嫻、吳鳳華、羅樂林等
劇集以1930年代的香港作時代背景，描述陳觀泰飾演的曾展鵬和何家勁飾演的何偉華，二人身為黑幫人物，在激烈和殘酷鬥爭中，尋求個人的名利權力，表現出不屈不撓、誓不低頭的倔強精神。

## 演員表
- 陳觀泰 飾 曾展鵬
- 何家勁 飾 何偉華
- 麥天恩 飾 杜四
- 羅樂林 飾 杜五
- 苗金鳳 飾 金曼霞
- 麥翠嫻 飾 葉琪
- 蔡倩兒 飾 童楚君
- 吳鳳華 飾 周倩茹
- 周麗娟 飾 李可欣
- 陳彩燕 飾 曾思敏
- 黃秋生 飾 杜世傑
- 王偉 飾 童國樑
- 馮真 飾 童妻
- 張瑛 飾 曾松光
- 李燕燕 飾 水仙
- 甘山 飾 王強
- 江濤 飾 葉達
- 李月清 飾 玉福嫂

## 外部連結
- 誓不低頭
- 誓不低頭續集